# BE Circuit 2023
Der BE Circuit 2023 war die 37. Auflage dieser europäischen Turnierserie im Badminton.

## Die Wertungsturniere
| KW | Datum               | Veranstaltung                         | Ort              | Kategorie               |
| -- | ------------------- | ------------------------------------- | ---------------- | ----------------------- |
| 2  | 12. – 15. Januar    | Estonian International 2023           | Tallinn          | International Series    |
| 4  | 26. – 29. Januar    | Iceland International 2023            | Reykjavík        | Future Series           |
| 10 | 8. – 12. März       | Portugal International 2023           | Caldas da Rainha | International Series    |
| 12 | 22. – 26. März      | Polish Open 2023                      | Tarnów           | International Challenge |
| 15 | 13. – 16. April     | Dutch International 2023              | Wateringen       | International Series    |
| 18 | 4. – 7. Mai         | Luxembourg Open 2023                  | Luxemburg        | International Series    |
| 19 | 11. – 14. Mai       | Swedish Open 2023                     | Uppsala          | International Series    |
| 20 | 17. – 21. Mai       | Slovenia Open 2023                    | Maribor          | International Challenge |
| 21 | 25. – 28. Mai       | Austrian Open 2023                    | Graz             | International Series    |
| 22 | 31. – 3. Juni       | Bonn International 2023               | Bonn             | Future Series           |
| 22 | 1. – 4. Juni        | Italian International                 | Mailand          | International Challenge |
| 23 | 8. – 11. Juni       | Denmark Masters 2023                  | Hillerød         | International Challenge |
| 23 | 8. – 11. Juni       | Lithuanian International 2023         | Panevėžys        | Future Series           |
| 24 | 15. – 18. Juni      | Nantes International 2023             | Rezé             | International Challenge |
| 27 | 6. – 9. Juli        | Nouvelle-Aquitaine Future Series 2023 | Pessac           | Future Series           |
| 35 | 30. – 3. September  | Latvia International 2023             | Riga             | Future Series           |
| 36 | 7. – 10. September  | Slovenia Future Series 2023           | Otočec           | Future Series           |
| 37 | 13. – 16. September | Belgian International 2023            | Leuven           | International Challenge |
| 38 | 21. – 24. September | Polish International 2023             | Lublin           | International Series    |
| 39 | 28. – 1. Oktober    | Croatian International 2023           | Zagreb           | Future Series           |
| 40 | 5. – 8. Oktober     | Bulgarian International 2023          | Sofia            | Future Series           |
| 40 | 5. – 8. Oktober     | Scottish Open 2023                    | Glasgow          | International Challenge |
| 41 | 11. – 15. Oktober   | Dutch Open 2023                       | ’s-Hertogenbosch | International Challenge |
| 42 | 19. – 22. Oktober   | Czech Open 2023                       | Prag             | International Series    |
| 43 | 25. – 28. Oktober   | Israel International                  | Kibbutz Hatzor   | Future Series           |
| 44 | 1. – 4. November    | Hungarian International 2023          | Budapest         | International Series    |
| 45 | 9. – 12. November   | Norwegian International 2023          | Sandefjord       | International Series    |
| 46 | 13. – 16. November  | Spanish International 2023            | Ibiza            | Future Series           |
| 46 | 15. – 18. November  | Irish Open 2023                       | Dublin           | International Challenge |
| 47 | 22. – 26. November  | Slovenian International               | Ljubljana        | International Series    |
| 48 | 28. – 2. Dezember   | Welsh International 2023              | Cardiff          | International Challenge |